# Safa e Marwa
Safā e Marwa (al-Safa e al-Marwa) (in arabo ﺍلصفا ﻭ المروة‎?, al-Ṣafā wa al-Marwa) sono due collinette oggi incluse nel Masjid al-Haram di Mecca, in Arabia Saudita, e che fanno parte integrante del cerimoniale del Hajj e della ʿumra.

## Storia
Nella tradizione islamica, Abramo (Ibrahim) ricevette da Allah l'ordine di abbandonare sua moglie Hāgar e il loro figlio Ismaele (Ismāʿīl) nel deserto, con qualche provvista, per mettere alla prova la loro fede. Il posto prescelto fu quello che si trovava tra le due piccole eminenze chiamate al-Ṣafā e al-Marwa.  Quando i loro rifornimenti furono finiti, Hāgar andò in cerca d'aiuto e di acqua. Per rendere la sua affannosa ricerca più semplice e rapida, la donna si mosse da sola, lasciando il figlioletto da solo.  La donna dapprima s'arrampicò sulla collina a lei più vicina, al-Ṣafā, per scrutare l'area circostante. Quando s'accorse che non v'era nulla che potesse soccorrerla nei suoi bisogni, s'inerpicò allora sull'altra collina, al-Marwa, per vedere intorno cosa vi potesse essere di utile. Quando Hāgar si trovava su entrambe le sommità, era in condizioni di vedere il figlio e di controllare che non vi fossero per lui problemi. Tuttavia, quando si trovava nella valle tra le due colline, ella non poteva vedere Ismaele.  Così Hāgar correva mentre si trovava sul fondo valle e camminava mentre era sulle colline.
Hāgar andò avanti e indietro sette volte tra le sue eminenze prima di tornare dal figlio. Quando lo raggiunse, ella trovò che una fonte d'acqua era sgorgata dal terreno e che il fanciullo vi sguazzava dentro con i piedi. Tale fonte è da secoli chiamata Zemzem ed è considerata come il frutto della benevolenza degli angeli nei confronti di Hāgar.

## Sito
Il Masjid al-Haram ospita la sacra Kaʿba, il punto focale cioè della ṣalāt di ogni musulmano.Safa — da cui s'avvia la rituale camminata (saʿy, in arabo سعى‎?) — è situata a circa 800 metri dalla Kaʿba. Marwa è situata invece a circa 90 metri dalla Kaʿba. La distanza tra le due colline (oggi molto abbassate rispetto al passato) è approssimativamente di 450 metri, cosicché i sette tragitti tra di loro assommano a circa 3,15 chilometri. I due punti e il sentiero tra di essi sono oggi ospitati all'interno di una struttura coperta e climatizzata che fa parte del Masjid.

## Il saʿy
Adempiendo all'obbligo del saʿy, si rievoca la ricerca di Hagar dell'acqua necessaria a lei e al figlio e la misericordia di Allah che ne esaudì le preghiere.
Ali Shariati nel suo libro Hajj: Reflection on Its Rituals descrive così il saʿy:

Il saʿy è una ricerca. È un muoversi con un fine. È descritto come un correre e un affrettarsi. Durante il tawaf (circumambulazione), voi agite come Hagar.

## Nel Corano
Al-Safa e al-Marwa sono anche ricordate nel Corano. 
(Sūra 2, v. 158 (Trad. di A. Bausani))